# Món quà bí ẩn (phim 2015)
Món quà bí ẩn (tiếng Anh: The Gift) là một phim rùng rợn tâm lý của Mỹ-Úc 2015 do Joel Edgerton đồng sản xuất, đạo diễn và viết kịch bản trong vai trò đạo diễn đầu tay của anh, hai nhà đồng sản xuất khác là Jason Blum và Rebecca Yeldham. Phim có sự tham gia của Jason Bateman và Rebecca Hall vào vai một cặp đôi bị đe dọa bởi một nhân vật trong quá khứ do Edgerton đóng. Phim công chiếu tại Hoa Kỳ ngày 7 tháng 8 năm 2015 bởi STX Entertainment, khởi chiếu tại Việt Nam ngày 11 tháng 3 năm 2016.